# Universiti Malaysia Pahang
Universiti Malaysia Pahang (UMP) – malezyjska uczelnia publiczna w stanie Pahang. Została założona w 2002 roku.